# Сахно Іван Георгійович
Сахно Іван Георгійович – український гірничий інженер, доктор технічних наук, професор, завідувач кафедри гірничої справи Технічного університету «Метінвест Політехніка».
Закінчив Донецький державний технічний університет (сьогодні Донецький національний технічний університет) у 2001 році (спеціальність «Розробка родовищ корисних копалин»), де працював з 2003 до 2024 року, зокрема, на посаді професора кафедри розробки родовищ корисних копалин з 2015 року.
У 2007 році захистив дисертацію на здобуття наукового ступеня кандидата технічних наук за темою «Геомеханічне обґрунтування параметрів анкерних систем для забезпечення стійкості гірничих виробок». Дисертацію на здобуття наукового ступеня доктора технічних наук захистив у 2015 році. Тема дисертації "Наукові основи управління станом гірських порід невибуховими руйнуючими сумішами при підземній розробці родовищ" (спеціальність 05.15.02 Підземна розробка родовищ корисних копалин).
Напрями наукових досліджень: підземне розроблення родовищ вугілля, гірнича геомеханіка, методи чисельного моделювання геомеханічних процесів у гірському масиві, руйнування гірських порід з використанням невибухових руйнівних речовин.